# 多尔纳 (阿尔代什省)
多尔纳（法語：Dornas）是法国阿尔代什省的一个市镇，属于罗讷河畔图尔农区（Tournon-sur-Rhône）勒谢拉尔县（Le Cheylard）。该市镇2009年时的人口为207人。

## 人口
多尔纳人口变化图示
| 数据来源：INSEE |